# Gänseliesel
Gänseliesel ist die Bezeichnung für eine Frauenfigur in Verbindung mit Hausgänsen. Liesel ist eine Kurzform des weiblichen Vornamens Elisabeth.
Die Figur der Gänseliesel wurde häufig von Künstlern in Form von Gemälden oder Skulpturen thematisiert. Als schmückendes Element von Gebäuden und Brunnen finden sich vielerorts Reliefs oder Statuen, die eine Gänseliesel zeigen. Oft handelt es sich dann um Darstellungen von Alltagssituationen, in denen Mägde oder Mädchen die Gänse hüten oder zum Markt bringen.

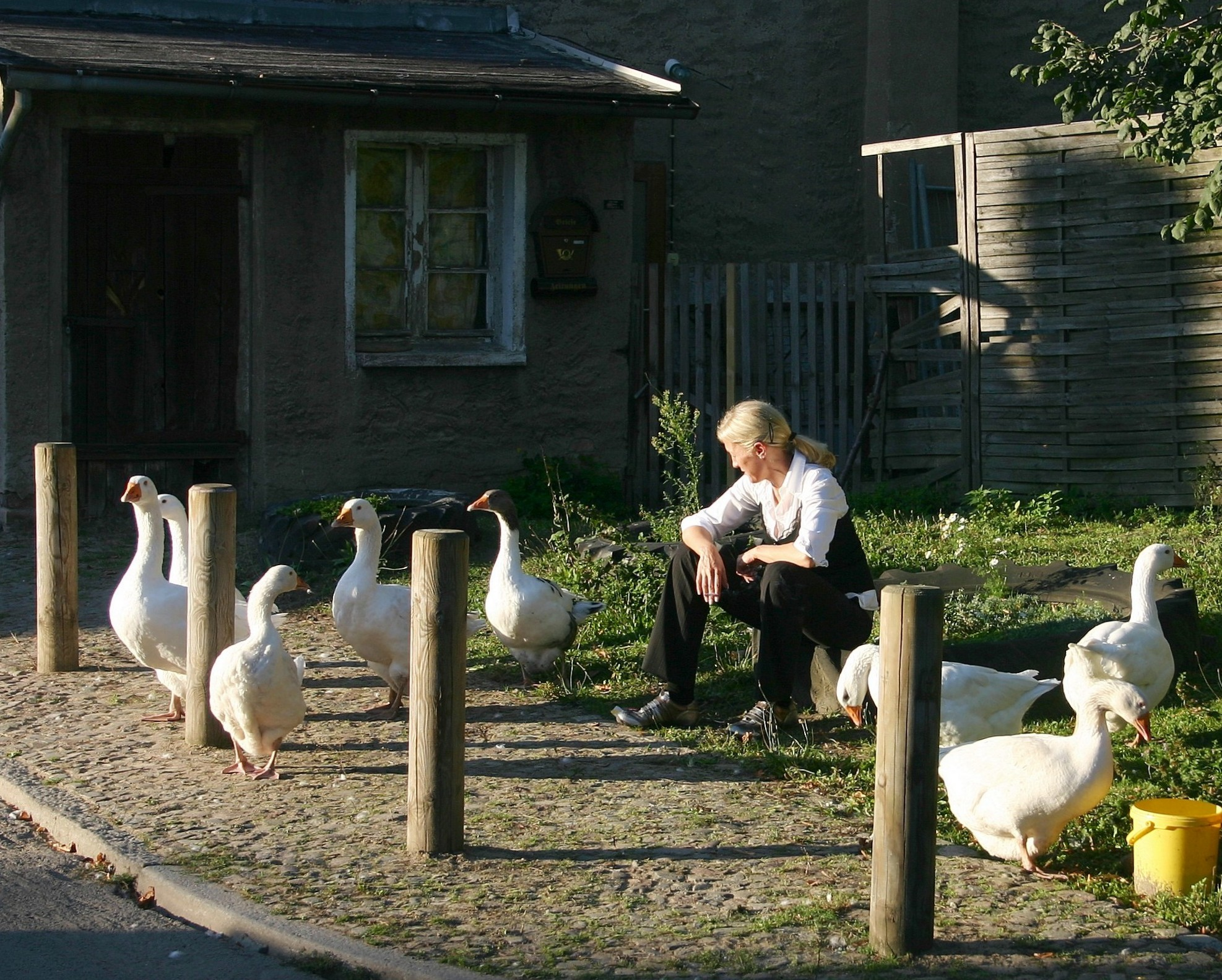
Fütterung durch eine „Gänseliesel“ in Brandenburg (2008)

## Brunnenfiguren

### Das Göttinger Gänseliesel

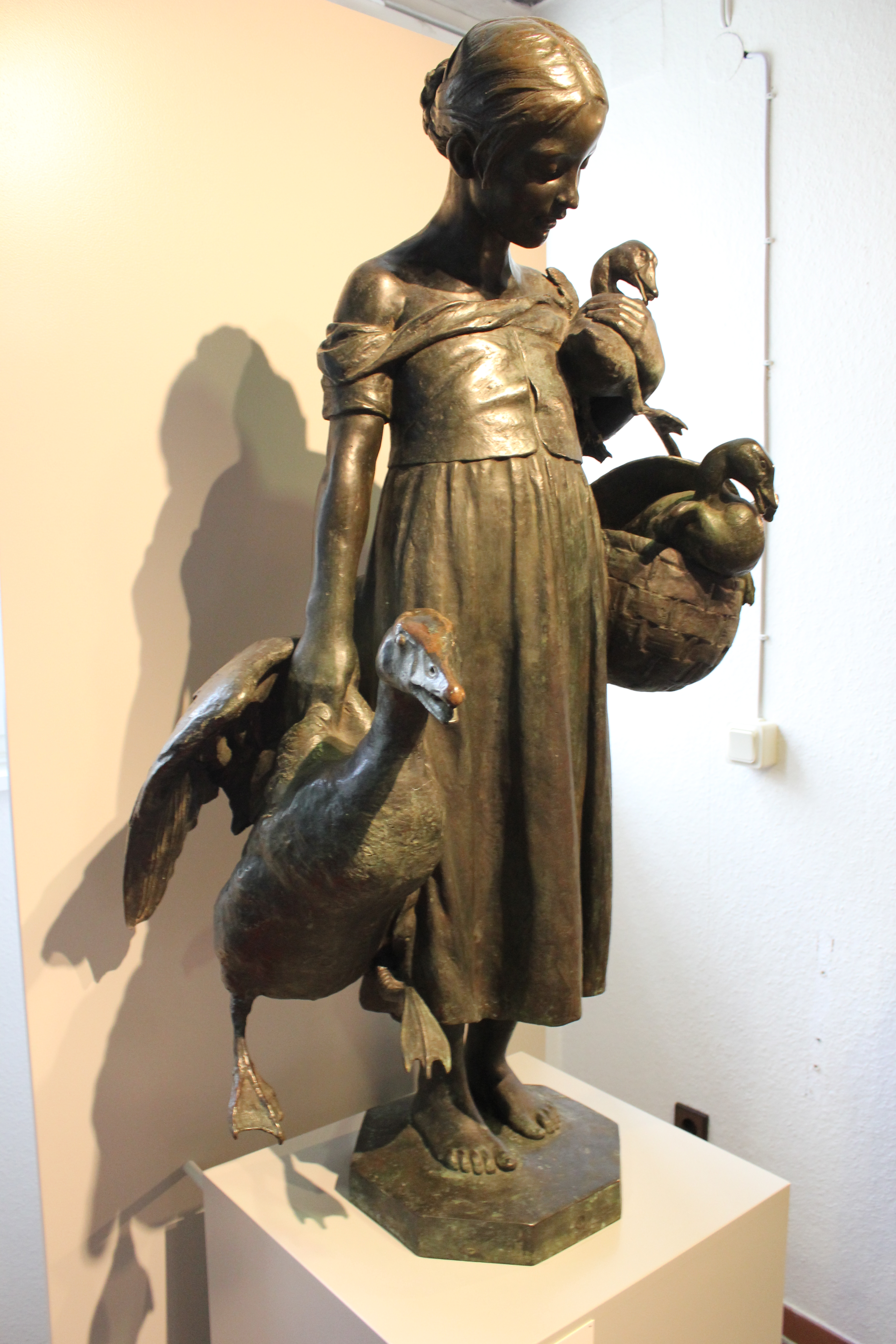
Das originale Göttinger Gänseliesel (Gänsemädel) von Paul Nisse (Bronze, 1901), heute im Städtischen Museum

Das Gänseliesel vor dem alten Rathaus ist als Brunnenschmuck seit 1901 das Wahrzeichen der Universitätsstadt Göttingen. Die Bronzefigur wurde von dem Bildhauer Paul Nisse nach einem Entwurf des Architekten Heinrich Stöckhardt geschaffen. Seit 1990 ist es eine Kopie, während sich das Original im Städtischen Museum befindet.

### Die Gänseliesel von Monheim am Rhein
Die Stadt Monheim am Rhein trägt seit 1939 eine Gänseliesel im Wappen, das vom Heraldiker Wolfgang Pagenstecher nach dem Vorbild des Siegels von Amtsvogt Johann Wilhelm Aschenbroich 1791 entworfen wurde. In der Stadtmitte vor dem Rathaus-Center befindet sich ein Gänseliesel-Brunnen mit zwei wasserspeienden Gänsen, der 1937 vom Düsseldorfer Bildhauer Julius Haigis aus Bronze gestaltet wurde. Seit 1955 bildet jährlich eine Gänseliesel zusammen mit der Sagengestalt des Spielmanns das „Traditionspaar“ der Rheingemeinde.
Im Rahmen des neuen Designs der Linie S1 wurde diese ab 2017 mit ikonischen Motiven der Region bedruckt. Eines dieser Motive ist die Gänseliesel. Ein Gänselieselmotiv dient seit 2020 außerdem als Ampelmännchen der städtischen Fußgängerampeln.

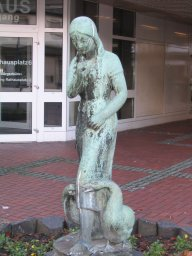
Gänselieselbrunnen in Monheim am Rhein
Gänseliesel im Wappen von Monheim am Rhein
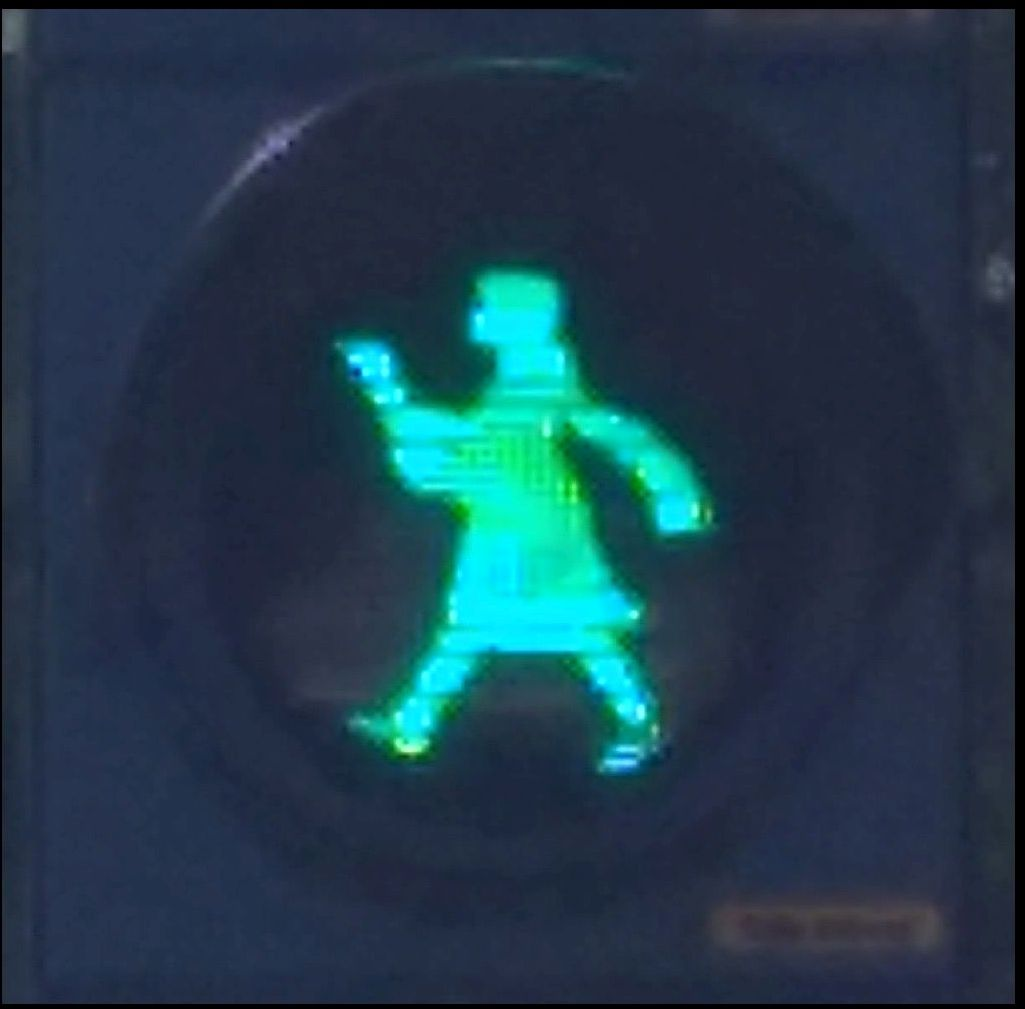
Gänseliesel (mit Gans im Arm) auf einer Fußgängerampel in Monheim am Rhein

### Gänseliesel in anderen Städten
Ähnliche Brunnenfiguren gibt es auch andernorts, beispielsweise in Hannover der Gänseliesel-Brunnen auf dem Steintorplatz (Carl Dopmeyer, 1898), in Berlin-Wilmersdorf der Gänselieselbrunnen auf dem Nikolsburger Platz (Cuno von Uechtritz-Steinkirch, 1910) und auf dem Haußmannsplatz in Kreischa.
In Spiesen-Elversberg gibt es ein Gänselieseldenkmal zum Gedenken an ein Mädchen, das die Einwohner im Dreißigjährigen Krieg vor dem Hungertod bewahrt haben soll 
In Wien gibt es einen Gänsemädchenbrunnen.
Ein Gänse-Liesel-Brunnen steht in Bruneck (Südtirol) am Vorplatz der St.-Katharina-Kirche auf dem Rain.
In Steinach (Bad Bocklet) gibt es in der Federgasse eine Gänseliesel-Skulptur. Ähnlich im hessischen Melsungen, bei dem eine Bronzeskulptur mit vier Gänsen vor dem Schloss (Sitz von AG Melsungen und Finanzamt Melsungen) aufgestellt wurde.

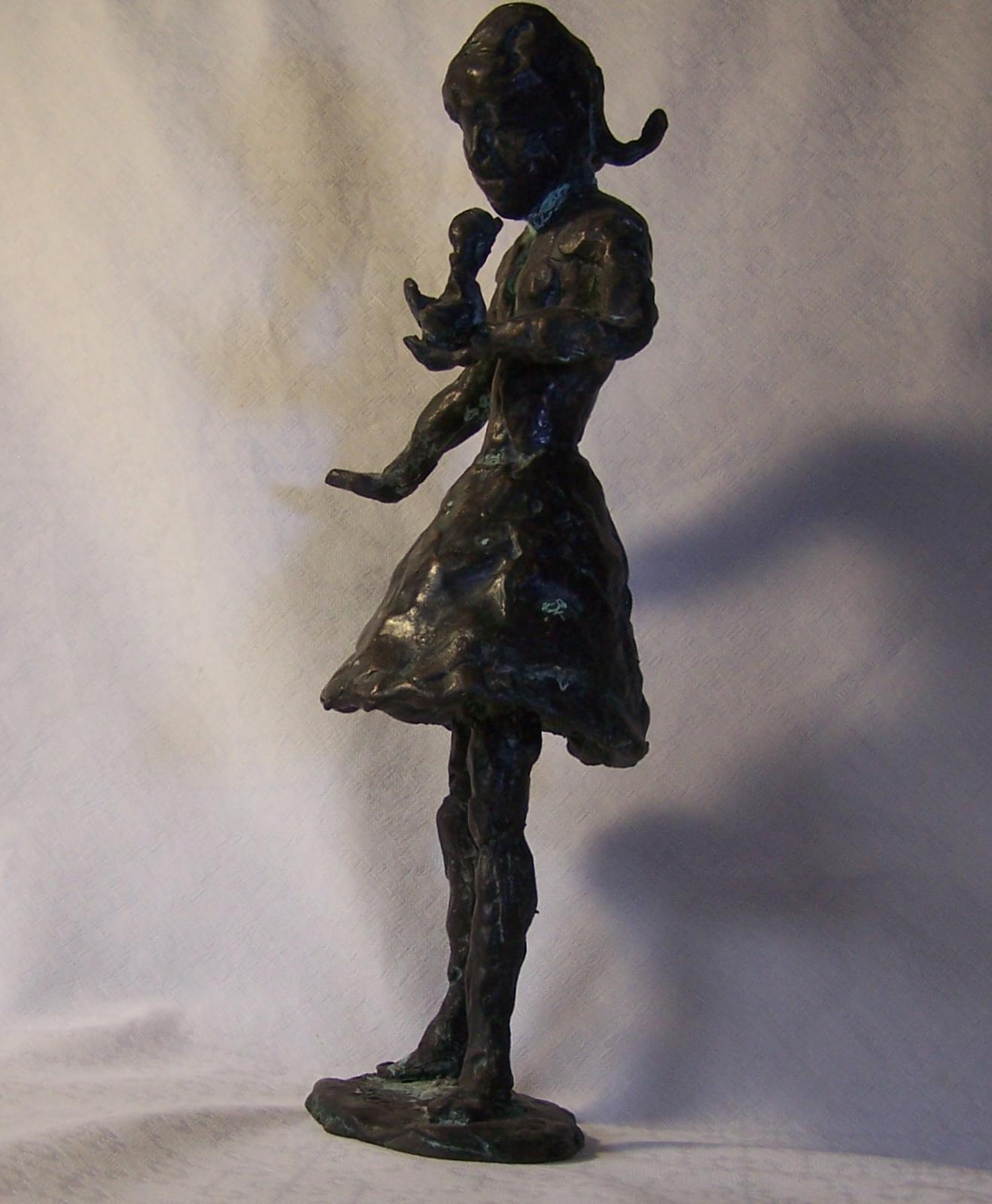
Gänseliesel (Bronzeplastik von Margret Hofheinz-Döring, 1978)
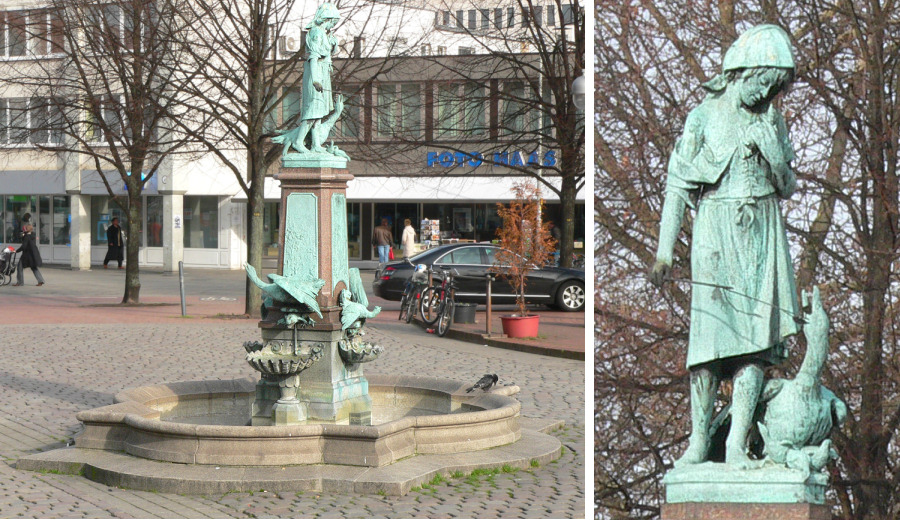
Gänseliesel-Brunnen auf Hannovers ehemaliger Goseriede
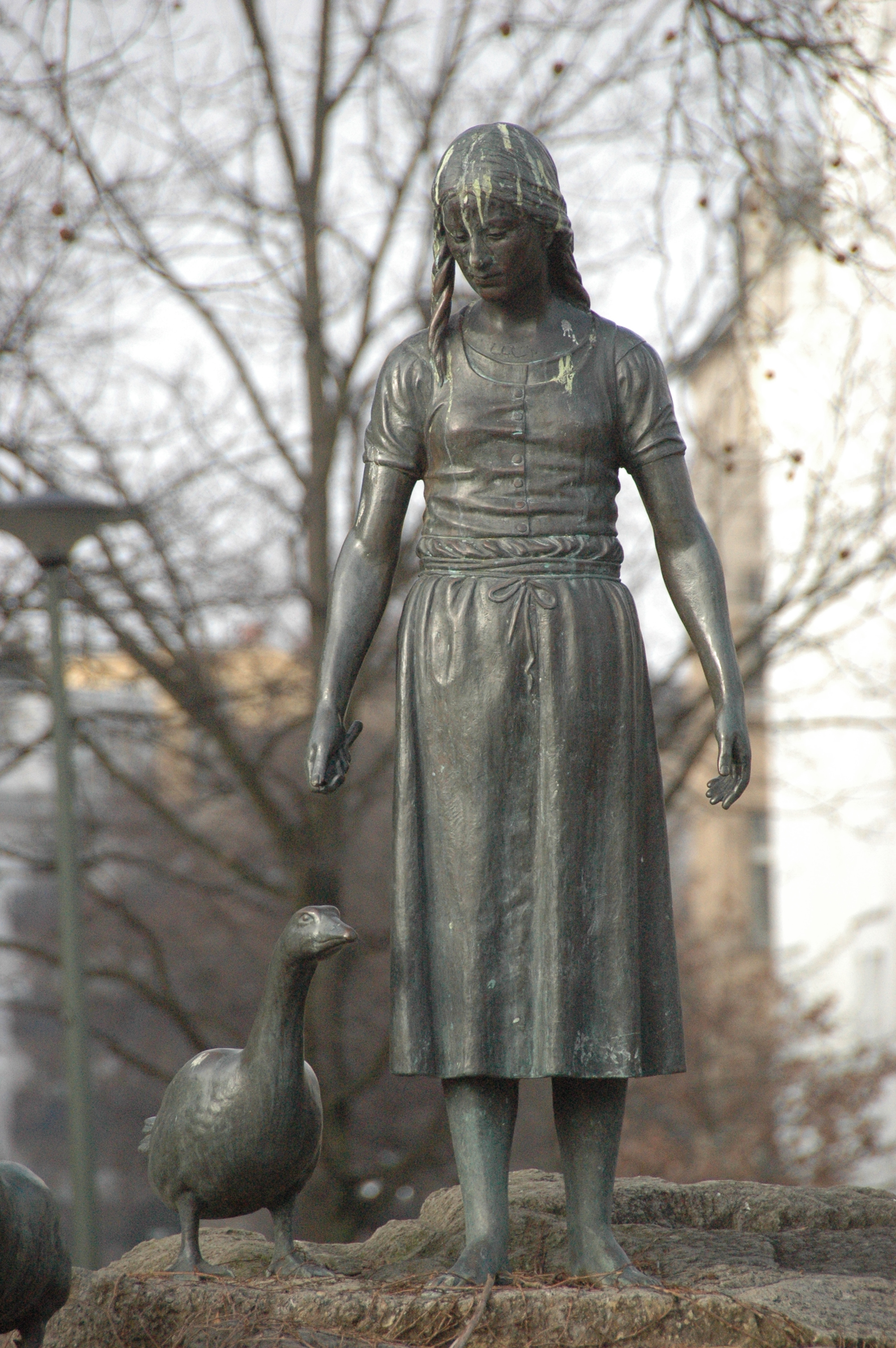
Berliner Gänselieselbrunnen
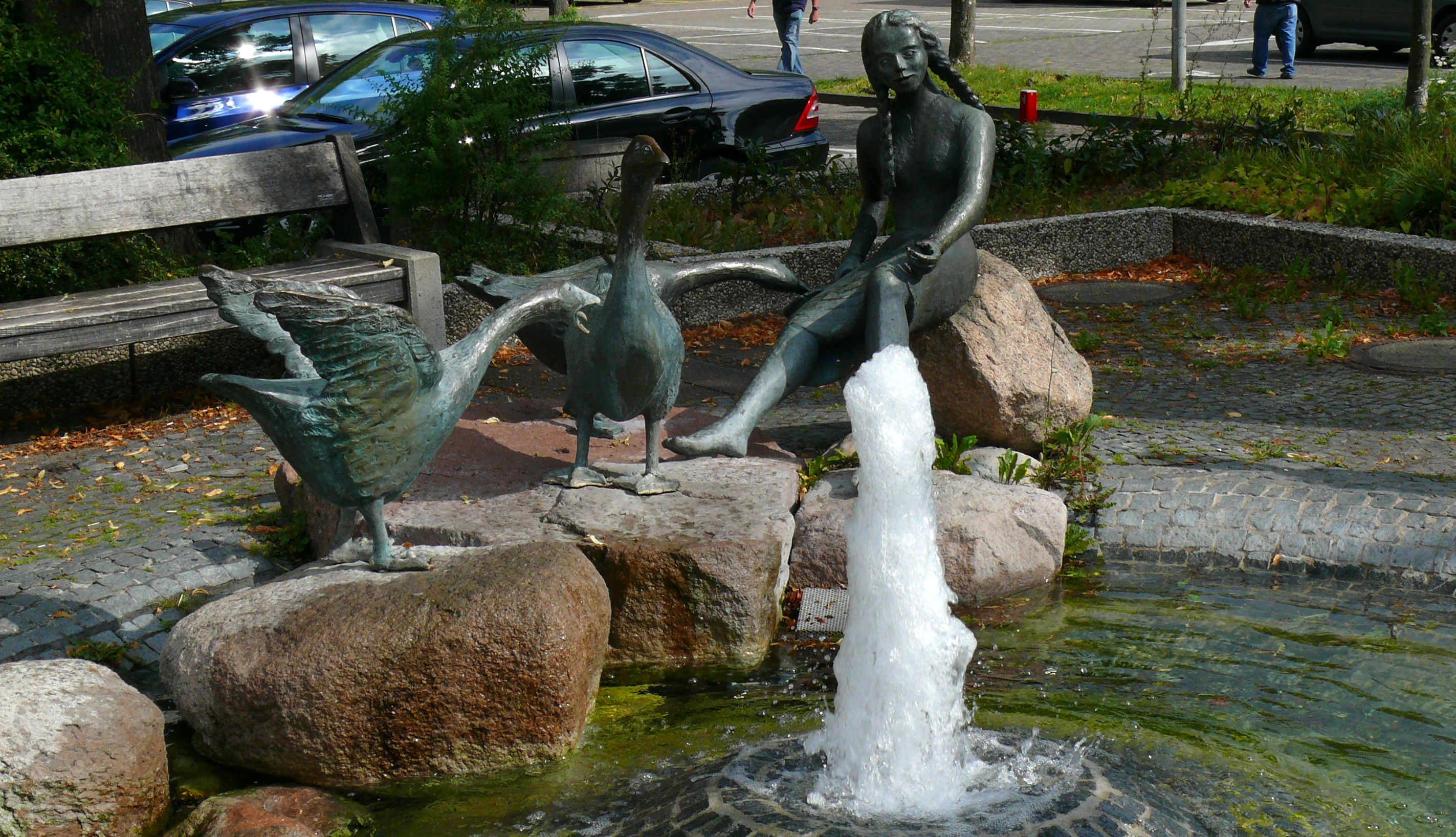
Gänselieselbrunnen auf dem Gänsemarkt in Lübbecke